# Geoffrey Howe
Richard Edward Geoffrey (Geoffrey) Howe, Baron Howe van Aberavon (Port Talbot, Wales, 20 december 1926 – Idlicote, Engeland, 9 oktober 2015) was een Brits politicus van de Conservative Party. Howe was trots op zijn geboortestreek, maar leerde tot zijn latere spijt nooit de taal van Wales. Geoffrey Howe was een van de belangrijkste ministers in de Kabinetten Thatcher I, II, III. Howe en de langstzittende bewindspersoon in Thatcher-periode. Hij was opeenvolgend minister van Financiën, minister van Buitenlandse Zaken en tot slot Leader of the House of Commons, Lord President of the Council, First Secretary of State en vicepremier. Zijn ontslag op 1 november 1990 wordt algemeen gezien als de eerste stap in een reeks van gebeurtenissen die drie weken later tot de val van Thatcher zelf leidden. Howe had als minister van Financiën belangrijke monetaire hervormingen op zijn naam staan, maar zijn tragiek is geworden dat hij voornamelijk herdacht wordt als de Nemesis van Margaret Thatcher. Howe ging met zijn afscheidsspeech binnen het Britse Lagerhuis openlijk publiek de confrontatie aan met Thatcher waar het ideeëngoed over de Europese Gemeenschap betrof. In de Britse krant The Times werd hij na zijn dood herdacht als de man zonder wie Thatcher nooit haar politieke doelen had kunnen bereiken. Onder een andere Prime Minister had Howe waarschijnlijk meer publieke krediet voor zijn belangrijke hervormingen gekregen.
Geoffrey Howe was afkomstig uit de gegoede middenklasse. Zijn vader, Benjamin Edward Howe (1889-1958) was advocaat en coroner. Howe's moeder, Eliza Florence (Lili) Howe-Thompson (1894-1976) was een plaatselijke magistraat. Zijn ouders stelde zich strikt apolitiek op inzake lokale en nationale aangelegenheden. Pas nadat hun zoon Geoffrey politiek actief was geworden, werd binnen de familie in partijpolitieke zin over politiek gesproken.
Sociaal en intellectueel werd Geoffrey vooral gevormd door zijn scholing in Engeland: Winchester (een kostschool) en Trinity Hall, Cambridge University. Hij doorliep zijn militaire dienstplicht, maar ontdekte daar dat zijn hart bij de politiek lag. In Cambridge sloot hij zich aan bij de Cambridge University Conservative Association en vormde daar levenslange vriendschappen met latere Conservatieve politici, waaronder Douglas Hurd, die hem in 1990 zou opvolgen als Foreign Secretary, Minister van Buitenlandse Zaken.
Howe begon zijn carrière als advocaat. Hij probeerde al jong een parlementszetel te bemachtigen, maar was daarin niet altijd even succesvol. Uit politieke pamfletten, geschreven in de periode voor 1970, blijkt dat hij een van de vroege architecten was van het gedachtegoed dat als "thatcherisme" bekend is geworden.
Binnen de Conservatieve partij, hoewel in de partij in oppositie was, werkte Howe mee aan twee belangrijke vormen van wetgeving. Als gevolg daarvan kreeg hij als junior minister een plaatsje in het Conservatieve kabinet geleid door Edward Heath (1970-1974). Na de val van Heath deed Howe een poging om Heath als Conservatief voorman op te volgen. In twee rondes verloor hij van Margaret Thatcher, maar werd wel benoemd tot Shadow Chancellor of the Exchequer. Het was het begin van vijftien jaar waarin zijn fortuinen sterk verbonden waren met die van Margaret Thatcher, zijn bondgenoot in tegen wil en dank met wie hij sterk van persoonlijkheid en politieke stijl verschilde. Als "schaduw minister in politieke oppositie", ontwierp hij diverse plannen die hij in de praktijk kon gaan brengen zodra Margaret Thatcherin 1979 de verkiezingen won en Howe onder haar premierschap Chancellor of the Exchequer, minister van Financiën, kon worden. In zijn periode als Chancellor trachtte Howe de publieke uitgaven onder controle te krijgen in een periode van stijgende werkloosheid en industriële neergang. De politieke spanningen in met name de eerste twee beleidsjaren waren groot, zeker nadat gewelddadige rellen in Londen en andere steden waren uitgebroken die dagenlang zouden aanhouden. Thatcher reageerde hierop door wijzigingen in haar kabinet door te voeren. Diverse leden werden ontslagen en een paar ideologische bondgenoten kregen promotie. Howe bleef Chancellor, en kreeg de talentvolle Nigel Lawson als ondergeschikte. Uiteindelijk zou Howe nog 18 maanden blijven zitten. Dit was een minder dramatische periode omdat de Conservatieve fortuinen zich begonnen te herstellen nadat het economisch vertrouwen aan het toenemen was en Margaret Thatcher via de Falkland-oorlog zich een heldenrol wist aan te meten. Howe wist in de tweede helft van zijn termijn belastingverlagingen tot stand te brengen en speelde een belangrijke rol in internationale financiële discussies, zowel binnen Europa als binnen het Internationaal Monetaire Fonds (IMF). Gedurende deze periode begon hij serieus na te denken over deelname van het Verenigd Koninkrijk aan de ERM - de European Exchange Rate Mechanism, maar wachtte op het juiste moment tot deelname. Als gevolg van zijn inspanningen en prestaties wordt Howe gezien als een van de meest opmerkelijke naoorlogse Chancellors die het Verenigd Koninkrijk gehad heeft.
In 1983 won Margaret Thatcher met een ruim mandaat de algemene verkiezingen. Zij ging over tot herschikking van haar kabinet. De briljante Nigel Lawson werd Chancellor of the Exchequer. Margaret Thatcher in haar memoires: 'Maar wat moest ik met Geoffrey Howe? De tijd was rijp om Geoffrey vooruit te schuiven. Vier slopende jaren op Financiën waren genoeg geweest, en het schijnt dat ministers van Financiën zich vaak aangetrokken voelen tot Buitenlandse Zaken. Gedeeltelijk omdat dit een logische stap is, maar ook omdat de internationale financiën tegenwoordig erg belangrijk zijn en ministers van Financiën zich over zaken als het IMF, de G7 en de Europese Gemeenschap moeten buigen. Het spreekt voor zich dat het betreden van het wereldtoneel dan een uitdaging vormt. Ik wilde Geoffrey belonen voor alles wat hij had gedaan, maar ik twijfelde aan zijn geschiktheid als minister van Buitenlandse Zaken. Achteraf gezien had ik gelijk. Geoffrey was erg goed in onderhandelen, waarbij hij de grootst mogelijke zorgvuldigheid betrachtte. Zijn opleiding als jurist en zijn ervaring als minister van Financiën hadden hem welgeleerd dat de puntjes op de i horen. Maar hij raakte in de ban van de cultuur op Buitenlandse Zaken, waar compromissen en onderhandelingen doelen op zich zijn. Hij bevond zich als het ware in een glazen huisje, waardoor zijn fouten onder de loep werden genomen en zijn prestaties veronachtzaamd. In zijn nieuwe functie verviel hij tot gewoonten die op Buitenlandse Zaken lijken te worden gecultiveerd, zoals de neiging om het nationaal belang ondergeschikt te maken aan de regels van de diplomatie en een onstilbare honger naar nuances en voorwaarden, die elke visie kunnen vertroebelen. Ook zocht hij steeds vaker zijn toevlucht tot mooie woorden. Onze meningen lagen tamelijk ver uit elkaar, maar aanvankelijk besteedde ik daar geen aandacht aan. Geoffrey koesterde echter een bijna romantisch verlangen om Groot-Brittannië deel te laten uitmaken van een of ander grandioos Europees geheel. Hij is er nooit in geslaagd om mij inzicht te verschaffen in dit mistig europeïsme, zelfs niet in de laatste turbulente dagen van mijn bestaan als premier, maar voor hem was het een conditio sine qua non, een middel om tot hogere bestaansvormen en een hogere beschaving te komen. De problemen werden er daardoor niet minder op.'
Geoffrey Howe was in zijn periode als Foreign Secretary (minister van Buitenlandse Zaken) net als Nigel Lawson (zijn opvolger als Chancellor) een voorstander van deelname van Groot-Brittannië aan de EMR, het vaste wisselkoerssysteem binnen de toenmalige Europese Gemeenschap. In de praktijk betekende dit het schaduwen van de Duitse Mark. Thatcher was daar echter op tegen en werkte haar ministers tegen die anders over het onderwerp dachten. Howe en Lawson wilden een economische samenwerking zoals Nederland al sinds 1979 had met Duitsland: een vast systeem van wisselkoersen. Thatcher was echter tegen: zij wilde het Britse Pond niet de Duitse Mark laten schaduwen.
Geoffrey Howe verzon een list: hij zocht naar een outsider die Thatcher op andere ideeën kon brengen. Ruud Lubbers, de Nederlandse minister-president, was daarvoor de kandidaat met de beste kaarten. Conservatief, intelligent, knap uiterlijk en vasthoudend zonder fanatiek te worden was hij een van de Europese staatslieden wiens gezelschap Thatcher (bijna) op prijs stelde. Ook had Lubbers in Howes visie de juiste pro-markt, Atlantische ideeën. Het leek een goed idee om een "mini-top", primair bedoeld ter voorbereiding op een NAVO-bijeenkomst, te organiseren en deze te combineren met ideeënuitwisseling over monetaire zaken. Op de achtergrond speelde het ideeëngoed van Jacques Delors, de voorzitter van de Europese Commissie. Delors koerste af op méér dan een vast systeem van wisselkoersen. Hij streefde naar een economische en monetaire unie met een Europese eenheidsmunt. In april 1989 bracht de Commissie-Delors een rapport uit: in drie fasen wilde de commissie de eenheidsmunt bewerkstelligen. Delors had ook een invoerdatum in gedachten: 1992. Dat betekende concreet dat tijdens Nederlands voorzitterschap in de tweede helft van 1991 een verdrag zou moeten worden gesloten om deze economische en monetaire unie, de EMU, vast te leggen. 
Ook Nigel Lawson wist dat Thatcher een hoge dunk had van Ruud Lubbers. Lubbers was conservatief en voor zoverre Thatcher een bondgenoot had binnen de Europese Gemeenschap, dan was dat in de persoon van Lubbers. Zij voelde zich fysiek ook aangetrokken tot het knappe uiterlijk en de persoonlijke charme van Lubbers. Volgens Lawson had Thatcher onmiskenbaar een zwakke plek voor Lubbers, hoewel zijn politieke stijl sterk verschilde van haar confronterende wijze van opereren. Normaliter voerden de Britten alleen bilaterale overleggen met de Duitsers, Fransen en Italianen. Thatcher stemde in met het idee om Lubbers uit te nodigen voor een overleg op Chequers, het buitenverblijf van de Britse Prime Minister. Lubbers aanvaarde de uitnodiging. Hij liet zich vergezellen door Hans van den Broek, de minister van Buitenlandse Zaken, en Onno Ruding, de Nederlandse minister van Financiën. Thatcher liet zichzelf tijdens de bijeenkomst - gehouden op 29 april 1989 - flankeren door hun Britse evenknieën, Geoffrey Howe en Nigel Lawson. Het grootste deel van de sessie ging op aan besprekingen over de NAVO, maar uiteindelijk kwam ook het rapport-Delors aan bod. Helaas voor Thatcher werd door de Nederlandse ministers medegedeeld dat zij niet alleen een voorstander waren de ERM, maar ook van de beoogde economische en monetaire unie. Onno Ruding legde het Nederlandse standpunt in detail uit. Lubbers kwam daarna met een metafoor: je kunt in een auto rijden zonder veiligheidsgordel, maar het is verstandiger om dat wél te doen. Hij waarschuwde dat indien Groot-Brittannië buiten de ERM zou blijven, het voor zowel de Britse als de Nederlandse regering veel moeilijker zou worden om in de toekomst samen te werken in zaken samenhangend met de beoogde economische en monetaire unie. Tijdens de bijeenkomst Thatcher bleef maar drammen en tegenspreken. Lawson was blij dat hij op een gegeven ogenblik met een goed excuus kon wegkomen. Hij had de bijeenkomst als afgrijselijk en beschamend ervaren. Geoffrey Howe merkte in zijn memoires op dat Nigel Lawson ontzet was door de opstelling van Thatcher, maar dat hij zelf inmiddels gewend was dergelijk gedrag - en dat waren de Nederlanders ook als gevolg van hun ervaringen met Margaret Thatcher tijdens Europese raden. De poging van Howe en Lawson om Thatcher via Lubbers en Ruding tot rede te brengen was mislukt, maar Howe was blij dat hij het initiatief tot de bijeenkomst had genomen. Hij was zijn Nederlandse vrienden bijzonder dankbaar dat zij in ieder geval met goede argumenten getracht hadden om Margaret Thatcher te beïnvloeden.
Krap een half jaar later, op 26 oktober 1989, nam Nigel Lawson ontslag als minister van Financiën. Hij voelde zich met name ondermijnd door Alan Walters, de economisch adviseur van Thatcher. Walters adviseerde Thatcher dringend om tegen Lawsons strategie aangaande het Europese monetaire beleid in te gaan. Er ontstond een situatie van 'hij eruit of ik eruit'. In zijn ontslagbrief deelde Lawson mee dat een succesvol economisch beleid alleen mogelijk was met volledige overeenstemming tussen Prime Minister en Chancellor of the Exchequer. Dat was niet het geval. De omstandigheden van Lawsons ontslagname werden een voorbode voor de politieke val van Margaret Thatcher.
Het was Geoffrey Howe die een jaar later deze politieke val onvermijdelijk maakte. Howe was door Thatcher inmiddels ontslagen als Foreign Secretary, minister van Buitenlandse Zaken, en benoemd in een aantal (ere)functies die hem binnen de kring van belangrijke besluitnemers hield zonder dat hij zelf een departement te leiden had. Thatcher had hem eigenlijk als Home Secretary (minister van Binnenlandse Zaken) willen benoemen, maar Howe had zelf een beter idee nadat hij serieus had overwogen om de eer aan zichzelf te houden: Deputy Prime Minister. Thatcher kon daarmee instemmen omdat het in haar ogen slechts een zoethoudertje was, een functie zonder constitutionele relevantie.
In  oktober 1990 achtte Howe wél de tijd rijp om ontslag te nemen. Thatcher had tijdens een debat in het Britse parlement in oktober 1990 de aanval geopend op Jacques Delors. Delors had - in haar interpretatie - tijdens een persconferentie gezegd dat hij streefde naar drie dingen: (1) het Europese Parlement moest het democratische lichaam van de Europese Gemeenschap worden, (2) de Europese Commissie moest het uitvoerende lichaam worden en (3) van de Europese Raad van Ministers wilde hij een Senaat maken. 'No. No. No!'. De invoering van een Europese eenheidsmunt zou volgens Thatcher door Delors worden gebruikt om via de achterdeur te komen tot een politieke federatie. De volgende dag diende Howe zijn ontslag in. Hij gebruikte echter een vergadering van het Britse Lagerhuis om dit aftreden publiek te maken en uitgebreid te motiveren via een speech.
Een gerespecteerd, maar timide man greep zijn kans om wraak te nemen voor de wijze waarop hij een decennium lang door de dominante Thatcher was behandeld. Jarenlang had hij haar ongeduld, haar spot en gesnauw vernederd ondergaan als een geslagen echtgenoot die nooit zou vertrekken. Nu, na haar vlammende anti-Brussel kruistocht, had hij besloten dat het genoeg was. Op 13 november 1990 stond hij op naargeestige wijze een volpakt Brits parlement te woord. Hij onthulde dat zowel hij als Lawson al een jaar eerder hadden gedreigd met ontslagname. Ministers werden als cricket-spelers de Europese arena ingestuurd om vervolgens te ontdekken dat hun bats door de team-leider waren gebroken. Haar ideeën over Europa waren verkeerd, zo benadrukte hij en opende vervolgende de deur naar een politieke machtsstrijd binnen zijn eigen partij: 'De tijd is gekomen dat iedereen zelf moet overwegen hoe zij reageren op een tragisch conflict tussen loyaliteiten; een conflict waarmee ik persoonlijk al te lang geworsteld heb.' Televisiecamera's waren nog niet lang daarvoor toegelaten tot het Britse Lagerhuis. Howes rede was door het land door mensen te zien, met Nigel Lawson knikkend achter hem zittend en het wit vertrokken gezicht van Margaret Thatcher zelf.
Howe benadrukte in zijn rede dat het Verenigd Koninkrijk al veel eerder lid had moeten worden van de ERM en ridiculiseerde Thatchers nachtmerriescenario van een Europese superstaat.
Anders dan Nigel Lawson bleef Geoffrey Howe pro-Europese gedachten koesteren. Hij gebruikte zijn positie binnen het Hogerhuis om de anti-Europa-denkbeelden van opeenvolgende Conservatieve partijleiders te betreuren. In 2013 viel hij David Cameron, de zittende Conservatieve Prime Minister, onder vuur over zijn plan om een referendum uit te schrijven aangaande het lidmaatschap van de Europese Unie indien hij opnieuw verkozen zou worden tot Prime Minister. Hij was van mening dat het parlement daarover het laatste woord moest hebben.
Geoffrey Howe nam in mei 2015 afscheid van het Hogerhuis. Hij overleed in oktober 2015 op 88-jarige leeftijd aan de gevolgen van een hartaanval.

## Titels en predicaten
- Richard Edward Geoffrey Howe (1926–1970)
- Sir Richard Edward Geoffrey Howe (1970–1992)
- Richard Edward Geoffrey Howe, Baron Howe van Aberavon (1992–2015)

- Biblioteca Nacional de España: XX1265578
- Gemeinsame Normdatei: 118901281
- International Standard Name Identifier: 0000 0001 2282 4324
- Library of Congress Control Number: n86128063
- MusicBrainz: 1e31d695-6e87-44b8-8744-dd0fa302aef1
- Nationale Bibliotheek van Tsjechië: jn19990003686
- Nationale Bibliotheek van Polen: a0000001173811
- Nederlandse Thesaurus van Auteursnamen: 127344500
- SNAC: w6rg9sqt
- Système universitaire de documentation: 070351457
- Virtual International Authority File: 83991483
- WorldCat: E39PBJdcwPWJ9dWvdGCF8fDKBP